# Чемпіонат Європи з футболу 1960 (склади команд)/Чехословаччина

## Складзбірної ЧехословаччининаЧемпіонаті Європи 1960року
| №               | Гравець            | Клуб (у 1960)               | Дата народження | Вік      | Ігор                        | Голів                       |                             |
| Воротарі        | Воротарі           | Воротарі                    | Воротарі        | Воротарі | Воротарі                    | Воротарі                    | Воротарі                    |
| --------------- | ------------------ | --------------------------- | --------------- | -------- | --------------------------- | --------------------------- | --------------------------- |
|                 | Вільям Шройф       | Слован (Братислава)         | 2 серпня 1932   | 28       | 10                          |                             |                             |
|                 | Юстін Яворек       | Цервена Гвезда (Братислава) | 23 серпня 1931  | 27       | 0                           |                             |                             |
| Захисники       |                    |                             |                 |          |                             |                             |                             |
|                 | Ладіслав Новак     | Дукла (Прага)               | 5 грудня 1931   | 28       | 50                          | 1                           |                             |
|                 | Ян Поплухар        | Слован (Братислава)         | 12 серпня 1935  | 24       | 16                          |                             |                             |
|                 | Їржі Тихий         | Цервена Гвезда (Братислава) | 6 грудня 1933   | 26       | 7                           |                             |                             |
|                 | Франтішек Шафранек | Дукла (Прага)               | 2 січня 1931    | 29       | 15                          | 1                           |                             |
| Півзахисники    |                    |                             |                 |          |                             |                             |                             |
|                 | Тітус Бубернік     | Цервена Гвезда (Братислава) | 12 жовтня 1933  | 26       | 12                          | 5                           |                             |
|                 | Йозеф Масопуст     | Дукла (Прага)               | 9 лютого 1931   | 29       | 32                          | 6                           |                             |
|                 | Сватоплук Плускал  | Дукла (Прага)               | 28 жовтня 1930  | 29       | 28                          | 1                           |                             |
| Нападники       |                    |                             |                 |          |                             |                             |                             |
|                 | Властіміл Бубнік   | Руда Гвезда (Брно)          | 18 березня 1931 | 29       | 9                           | 3                           |                             |
|                 | Йозеф Ваценовський | Дукла (Прага)               | 9 липня 1937    | 22       | 0                           |                             |                             |
|                 | Йозеф Войта        | Спарта (Прага)              | 19 квітня 1935  | 25       | 2                           |                             |                             |
|                 | Милан Долинський   | Цервена Гвезда (Братислава) | 14 липня 1935   | 24       | 8                           | 5                           |                             |
|                 | Андрей Квашняк     | Спарта (Прага)              | 19 травня 1936  | 24       | 3                           | 1                           |                             |
|                 | Антон Моравчик     | Слован (Братислава)         | 3 червня 1931   | 29       | 24                          | 10                          |                             |
|                 | Павол Молнар       | Цервена Гвезда (Братислава) | 13 лютого 1936  | 24       | 19                          | 3                           |                             |
|                 | Ладислав Павлович  | Татран (Прешов)             | 8 квітня 1926   | 34       | 13                          | 1                           |                             |
| Головний тренер |                    |                             |                 |          |                             |                             |                             |
| Чехія           | Рудольф Витлачил   |                             | 9 лютого 1912   | 48       | Середній вік гравців: 26,88 | Середній вік гравців: 26,88 | Середній вік гравців: 26,88 |
|                 |                    |                             |                 |          |                             |                             |                             |

| Гравців національного чемпіонату: | Гравців національного чемпіонату:          | 17    |
|                                   | Дукла (Прага), Цервена Гвезда (Братислава) | по 5  |
|                                   | Слован (Братислава)                        | 3     |
|                                   | Спарта (Прага)                             | 2     |
|                                   | Татран (Прешов), Руда Гвезда (Брно),       | по 1  |
| Легіонерів:                       | Легіонерів:                                | немає |